# Шейхзаде, Максуд
Максуд Максумбек-оглы Шейхзаде (азерб. Maqsud Məsum bəy oğlu Şeyxzadə, узб. Maqsud Shayxzoda; 7 ноября 1908 года, Агдаш, Арешский уезд, Елизаветпольская губерния, Российская империя — 19 февраля 1967 года, Ташкент, Узбекская ССР, СССР) — советский узбекский писатель, поэт, драматург; литературовед и языковед, автор переводов на узбекский язык произведений мировой литературной классики (Шекспир, Пушкин, Лермонтов, Ахундов, Руставели, Чаренц, Маяковский, Байрон, Тагор и другие), педагог. Заслуженный деятель искусств Узбекской ССР (1964). По национальности азербайджанец.

## Биография
Максуд Максумбек-оглы Шейхзаде родился 7 ноября 1908 года, в селе Агдаш (ныне город в Азербайджанской республике) Арешского уезда, Елизаветпольской губернии, Российской империи в семье азербайджанцев-интеллигентов, врача Максум-бека Шейхзаде и его жены Фатимы-ханум.
Начальное образование получил в школе «Рюшдийе», которую основал знаменитый педагог Мухтар Эфенди. С 1920 по 1925 год учился на заочном отделении в Бакинском педагогическом училище, где среди его преподавателей были Гусейн Джавид, Абдулла Шаик, Джаббар Эфендизаде, Медина Гиясбейли, народный учитель Джамо Джебраилбейли. По окончании обучения в течение двух лет преподавал в учебных заведениях Дербента и Буйнакска в Дагестане.
В 1928 году, с началом гонений большевиков в Азербайджанской ССР на национальную интеллигенцию, Максуд Шейхзаде был выслан в Ташкент. В 1933 окончил Бакинский педагогический институт. С 1933 по 1935 год учился в аспирантуре при Комитете науки Народного комиссариата Узбекской ССР. В 1935—1938 годах был научным сотрудником Института языка и литературы им. А. С. Пушкина Академии Наук Узбекской ССР.
С 1938 года преподавал историю узбекской литературы в Ташкентском педагогическом институте им. Низами, работал деканом факультета и заведующим кафедрой узбекской литературы. Регулярно печатался в периодических изданиях. Его активная переводческая деятельность, труды в области узбекской литературы и педагогическая деятельность снискали ему известность в научной среде Узбекистана.
В сентябре 1952 года был обвинён в распространении контрреволюционных идей и объявлен руководителем подпольной организации. Преданный коллегами и друзьями, как враг народа был осуждён на 25 лет лишения свободы. В середине 50-х годов был освобождён из лагеря под Иркутском и реабилитирован.
В 1960 году вступил в КПСС. Продолжил творческую и педагогическую деятельность. Награждён орденами «За выдающиеся заслуги» (2001, посмертно), «Знак Почёта» и медалями. В 1964 году ему было присвоено звание Заслуженного деятеля искусств Узбекской ССР.
Максуд Шейхзаде умер 19 февраля 1967 года в Ташкенте. Похоронен на мемориальном кладбище Чигатай. Имя писателя присвоено средней школе № 167 города Ташкента.

## Творчество
Первые стихи начал писать во время обучения в школе. Читал их на школьных мероприятиях. Первое его стихотворение было напечатано в Баку, в газете «Коммунист» в 1921 году. Большая часть стихотворений этого периода, написанных на азербайджанском языке, сохранились в виде рукописей в «Тетради Шейхзаде».
После ссылки, в 1930 году в Ташкенте был издан первый сборник его стихов на узбекском языке «Десять стихотворений». Вслед за этим вышли новые поэтические сборники Максуда Шейхзаде — «Созвучные мне» (1933), «Третья книга» (1934), «Республика» (1935). Его стихи этого периода представляют собой образцы гражданской и любовной лирики. Активно экспериментировал в области стихосложения, пробуя себя в других поэтических жанрах, но менее удачно.
В годы Второй мировой войны Максуд Шейхзаде издал несколько поэтических сборников: «За что борьба?», «Битва и песня», «Сердце говорит», «Сааз», «Грозою рождённые» (последние три на русском языке). Написал ряд поэм, среди которых особо следует выделить поэмы «Одиннадцатые», «Женя», «Третий сын», «Аксакал» о Юлдаше Ахунбабаеве.
В это же время выходят его статьи и очерки, проникнутые патриотическим духом. В его стихах того периода лучшие поэтические традиции узбекского фольклора и классической поэзии соединены с достижениями современной литературы. Максуд Шейхзаде пишет произведения в классических жанрах восточной поэзии, широко использует редиф. Например, он использует форму месневи в поэме «За что мы боремся?» (1942).
Мы будем помнить истину одну:
«Коль хочешь мира, выиграй войну».
За право жизни мы борьбу ведём,
За всё, что нашим создано трудом.
За Пушкина борьба, за Навои,
И за Бабурову газель - бои.
Послевоенное творчество Максуда Шейхзаде делится на два основных этапа. Первый отмечен трагическим событием в жизни поэта, он был объявлен врагом народа и репрессирован. Годы, проведённые им в лагере под Иркутском в Сибири, тяжело отразились на его здоровье и нашли отражение в его поэзии.
Новый этап начался с 1956 года, когда поэт был реабилитирован, и охватывает последнее десятилетие его жизни. Это был период наивысшего раскрытия его поэтического и писательского таланта. Им были написаны лирико-философская «Поэма о Ташкенте» («Ташкентнамэ», 1958), сборник избранных произведений «Диван четверти века», лирический сборник «Годы и дороги» (1961), сборники «Проспект», «Мир вечен».
В этот же период Максуд Шейхзаде написал своё главное драматическое произведение — трагедию «Мирзо Улугбек» (1964) о последних годах жизни эмира и учёного Мирзы Улугбека, жившего в Самарканде в XIV веке. Кроме этой пьесы, которую он экранизировал, создав по ней сценарий «Звезды Улугбека» (режиссёр Латиф Файзиев, 1964), поэт написал драмы — «Джалаледдин Мангуберди» (1941), о борьбе с монгольским нашествием в XIII веке, и «Абу Рейхан Бируни» (не сохранилась), об известном узбекском учёном. Драмы Максуда Шейхзаде заложили прочную основу стихотворной узбекской драматургии.
Максуд Шейхзаде в истории узбекской литературы известен и как литературовед и плодотворный переводчик. Им были написаны статьи «К характеристике лирического героя Навои» (1947), «О художественном стиле Навои» (1958), «В мастерской у наставника» и «Султан в мире газелей» (1960), исследования о творчестве Бабура, Мукимий, Фурката, Айбека, Гафура Гуляма и других узбекских писателей и поэтов.
На язык второй родины им были переведены произведения А. С. Пушкина («Медный всадник»), М. Ю. Лермонтова, У. Шекспира («Гамлет», «Ромео и Джульетта»), В. В. Маяковского, Ш. Руставели («Витязь в тигровой шкуре»), Н. Хикмета, М. Ф. Ахундова, Е. Чаренца, А. А. Суркова, Я. Коласа, С. Рустама, Эсхила, Эзопа, И. Гёте, Дж. Байрона, Р. Тагора, Валлатхала, М. Камаля, А. Мицкевича, И. Р. Бехера, М. Физули, Н. Гянджеви, С. Щипачева, М. Рыльского, А. Исаакяна, И. Чавчавадзе, Н. А. Некрасова, Т. Шевченка, Н. Гильена, А. Лахути, Р. Рза, Э. Багрицкого, Я. Купалы, Н. С. Тихонова и других.